# Cocca
La cocca era una nave in uso nel Medioevo nel Mar Baltico, sviluppata nel X secolo, presumibilmente dal modello dello knarr norreno e massicciamente diffusasi nel XII secolo. La propulsione era mista: remi e vela. Di forma "rotonda" (c.d. "Round-ship"), era lunga 15-25 m e larga 5-8 m, con stazza massima di 200-300 tonnellate. L'unico albero era armato a vela quadra, il timone, a perno, era montato sotto la poppa e l'opera morta era molto alta per permetterle di meglio affrontare la navigazione in mare aperto.

## Storia

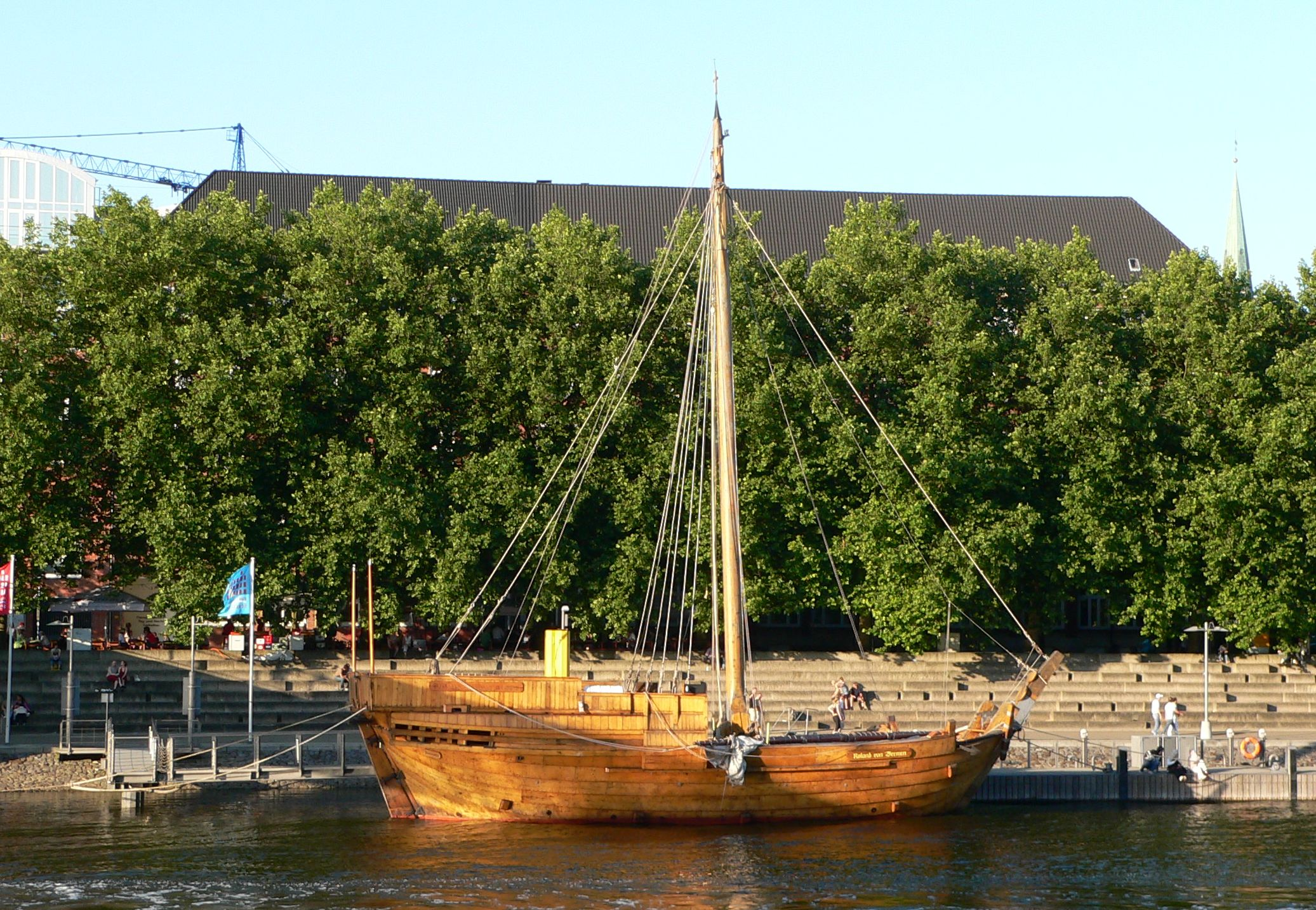
La cocca "Roland von Bremen" - rievocazione storica

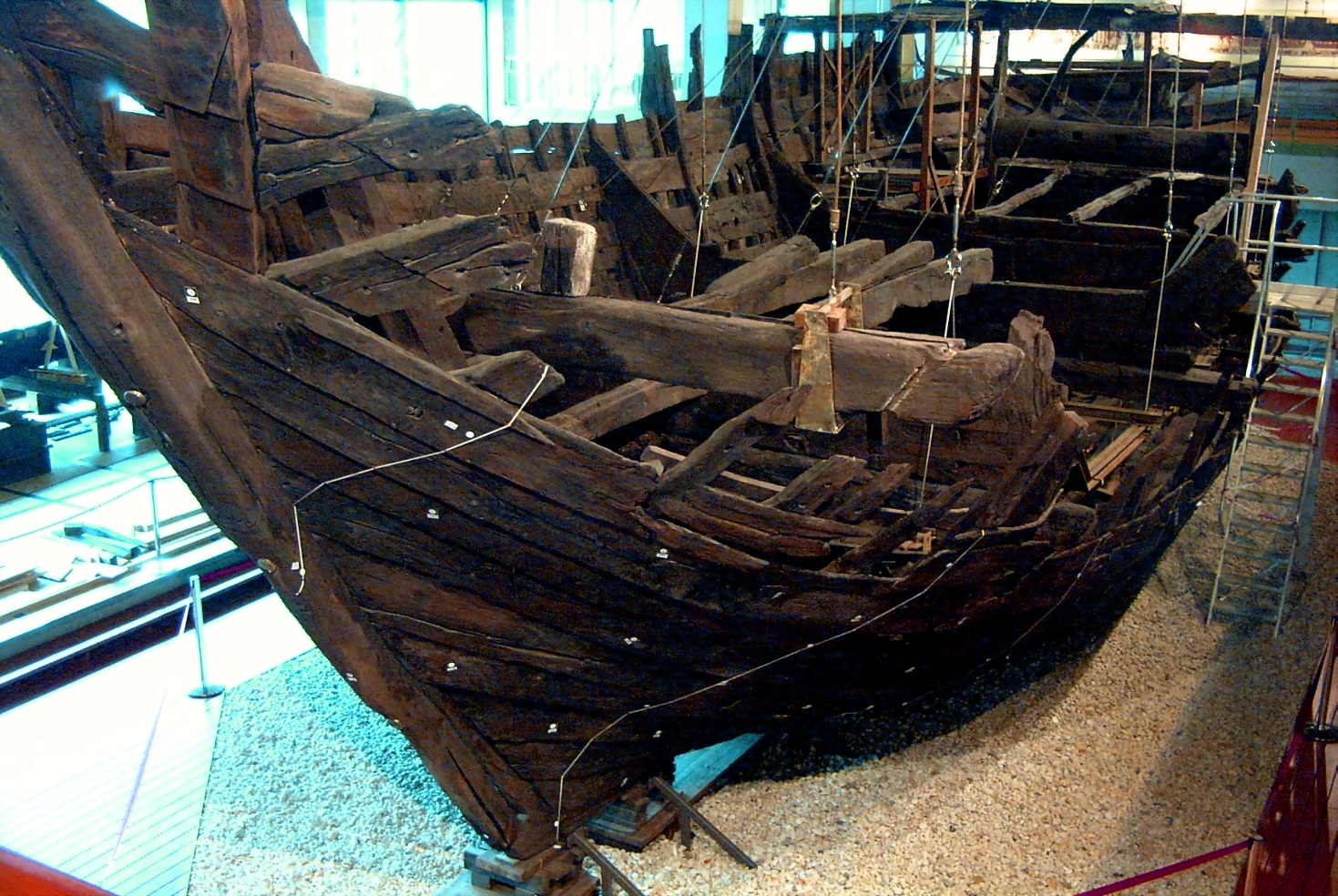
Resti della c.d. "Cocca di Brema" (a. 1380) al Museo Marittimo Tedesco

La cocca venne per la prima volta citata nel 948 a Muiden, vicino ad Amsterdam. Il modello del natante si sviluppò dallo knarr norreno, la tipologia di legno commerciale al tempo più diffuso nel Nord Europa. Le prime cocche avevano quasi sicuramente timone a remo, mancando prove dell'esistenza di timoni a perno prima del 1240.
La ricerca archeologica ha circoscritto alla Frisia (coste occidentali dello Jutland) il luogo di origine della cocca vera e propria. Il natante venne probabilmente sviluppato per far fronte alle necessità dei commercianti locali di un legno da trasporto pesante capace di affrontare il pericoloso viaggio attraverso il capo di Skagen quando, nel XII secolo, l'accumulo di sabbia e detriti rese impraticabile la traversata del Limfjorden per i grandi mercantili.

La necessità di navi spaziose e relativamente economiche portò dunque nel XII secolo allo sviluppo del primo "cavallo di battaglia" della Lega anseatica: la cocca. Il naviglio non era più il semplice natante da cabotaggio frisone ma un robusto mercantile che poteva attraversare anche i passaggi più pericolosi. I castelli di prua e di poppa sarebbero stati aggiunti per la difesa contro i pirati e/o per consentirne l'uso in guerra, come accadde nella battaglia di Sluis (1340). Il castello di poppa offriva anche più spazio di carico alla stiva perché fungeva da alloggio per l'equipaggio e per il timone.

Parallelamente, la cocca abbandonò i lidi natii e si spinse fin nel Mediterraneo, quando grandi cocche a due alberi, lunghe 30 m e larghe 8 m, traghettarono crociati dal Nord Europa verso l'Italia e la Terrasanta.
Nel XIV secolo, la cocca aveva raggiunto il limite di sviluppo consentitole e venne progressivamente dismessa in funzione di altre tipologie di natanti. Diretta erede della cocca, seppur non apparentemente frutto di una sua evoluzione quanto piuttosto di uno sviluppo parallelo che avrebbe potuto influenzare la cocca stessa, fu l'orca (no. Holk).

### Archeologia
- Nel 1962 venne ritrovata la c.d. "Cocca di Brema", datata al 1380, fornendo la prima prova concreta della forma di una cocca, fino ad allora desunta solo da fonti iconografiche (problematica oggi ancora corrente per l'orca[6][7]).
- Nel 1990 sono stati scoperti resti ben conservati di una cocca anseatica (c.d. "Cocca di Pärnu", datata al Trecento) nel sedimento estuario del fiume Pärnu in Estonia.[8]
- Nel 2012, nel fiume IJssel a Kampen (Paesi Bassi), è stata, tra gli altri natanti, ritrovata una cocca conservata nel limo dalla chiglia fino ai ponti. Si sospetta che la nave, risalente all'inizio del XV secolo, fosse stata affondata deliberatamente nel fiume per influenzarne la corrente ma gli scavi successivi (2016) hanno portato al ritrovamento di versi manufatti sulla nave (es. un forno a cupola in mattoni intatti e piastrelle smaltate nella cambusa), smentendo tale ipotesi.[9][10][11]

## Descrizione
La cocca possedeva un ponte scoperto, sotto il quale un unico vano costituiva la stiva. Successivamente, si aggiunse un ponte coperto più piccolo a prua e uno maggiore a poppa. Possedeva un solo albero con una sola vela, quadra e di grandi dimensioni.

### La cocca "anseatica"
Le cocche utilizzate dalla Lega anseatica per il commercio "massivo" presentavano un disegno che abbandonava la prua ricurva delle cocche arcaiche in funzione di una prua dritta, formante un angolo di circa 60 gradi, fissata da una lunga chiglia dritta con un dritto di poppa anch'esso dritto, formante un angolo di 75 gradi.
L'attrezzatura velica presentava vela quadra con bracci e boline in modo che la vela potesse essere orientata per procurare il movimento in avanti della nave con vento al traverso. La nave presentava i castelli di prua e di poppa, utilissimi in caso di scontro armato, non infrequente in tempi in cui la pirateria era l'altra faccia della medaglia dell'attività mercantile. La vela quadra era dotata di matafioni di terzarolo lungo il bordo inferiore per assicurarne il bordame.